# 西南極氷床

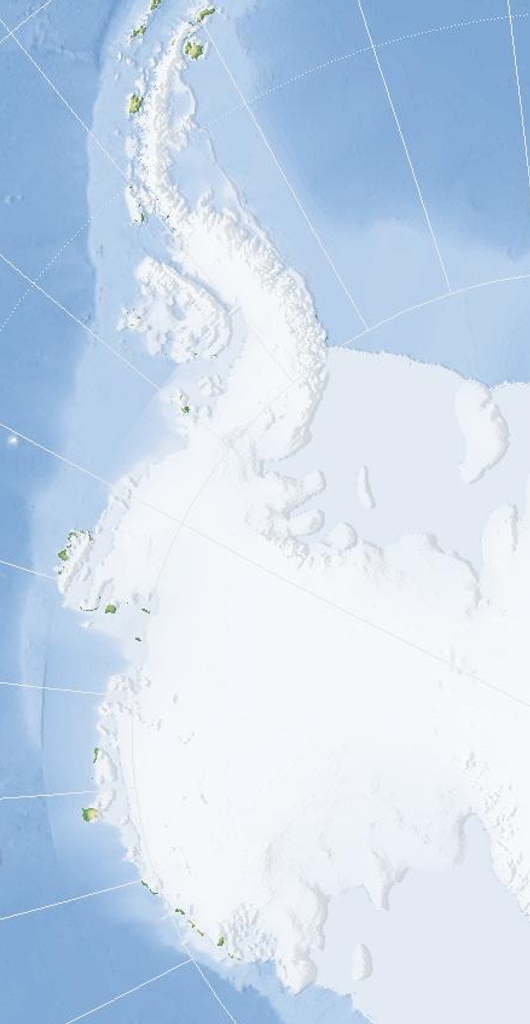
西南極の地図

西南極氷床（にしなんきょくひょうしょう、West Antarctic Ice Sheet、WAIS）は南極氷床の一部であり、西南極を覆う氷床で、南極横断山脈の西にある。乗っている岩盤は海面よりもかなり下にある。氷床の端は氷河となって海に浮く棚氷（ロス棚氷とロンネ棚氷）やアムンゼン海へ流れ込む。

## 概要
南極氷床の体積はおよそ25.4 百万立方キロメートル、西南極氷床はその内10%以下または2.2 百万立方キロメートルと見積もられている。
乗っている岩は氷の重さによって0.5から1キロメートル沈んでいる。このような作用をアイソスタシーという。
自重によって氷床は変形し、流れる。 内陸部の氷はざらざらした岩盤の上をゆっくりと流れる。氷は海にたどり着いても、そのまま続けて海へと流れ出す。この結果、大きくて浮いている氷の棚が大陸の淵にくっつく。

## 温暖化
ここ50年の間、西南極氷床は10年ごとにおよそ0.1度以上温暖化していて、冬と春には最も強くなる。この温暖化は、東南極が秋に寒冷化する代償であるとはいえ、1980年代から1990年代までに限られている。南極大陸全体の平均表面温度の温暖化傾向は明白かつ著しく、1957年から10年ごとに0.05度以上あがっている。西南極氷床で一番温暖化が激しいのは南極半島である。